# Parti social-démocrate (îles Féroé)
Le Parti social-démocrate (en féroïen Javnaðarflokkurin, littéralement « Parti de l'égalité », JF), fondé en 1925, est un parti politique féroïen social-démocrate favorable au maintien des îles Féroé au sein du royaume danois.

## Premiers ministres
- Peter Mohr Dam (en) (1959-1963, 1967-1968)
- Atli Dam (1970-1981, 1985-1989)
- Marita Petersen (1993-1994)
- Jóannes Eidesgaard (2004-2008)
- Aksel V. Johannesen (2015-2019)

## Les dirigeants du parti
- Maurentius Viðstein : 1926-1936
- Peter Mohr Dam : 1936-1968
- Einar Waag : 1968-1969
- Jákup Frederik Øregaard : 1969-1972
- Atli Dam : 1972-1993
- Marita Petersen: 1993-1996
- Jóannes Eidesgaard : 1996-2011
- Aksel V. Johannesen : depuis 2011

## Résultats électoraux

### Élections au Løgting
| Année | %    | Sièges  | Gouvernement                                                 |
| ----- | ---- | ------- | ------------------------------------------------------------ |
| 1928  | 10,6 | 2 / 23  |                                                              |
| 1932  | 10,5 | 2 / 21  |                                                              |
| 1936  | 24,0 | 6 / 24  |                                                              |
| 1940  | 23,9 | 6 / 24  |                                                              |
| 1943  | 19,9 | 5 / 25  |                                                              |
| 1945  | 22,8 | 6 / 25  |                                                              |
| 1946  | 28,1 | 4 / 25  | Samuelsen (1948-1950)                                        |
| 1950  | 22,4 | 6 / 25  | Opposition                                                   |
| 1954  | 19,8 | 5 / 27  | Opposition                                                   |
| 1958  | 25,8 | 8 / 30  | Mohr Dam I                                                   |
| 1962  | 27,5 | 8 / 29  | Opposition                                                   |
| 1966  | 27,0 | 7 / 26  | Mohr Dam II (1967-1968) et Kristian Djurhuus III (1968-1970) |
| 1970  | 27,2 | 7 / 26  | Atli Dam I                                                   |
| 1974  | 25,8 | 7 / 26  | Atli Dam II                                                  |
| 1978  | 22,3 | 8 / 32  | Atli Dam III                                                 |
| 1980  | 21,7 | 8 / 32  | Opposition                                                   |
| 1984  | 23,4 | 8 / 32  | Atli Dam IV                                                  |
| 1988  | 21,6 | 7 / 32  | Atli Dam V (1988-1989) et Opposition (1989-1990)             |
| 1990  | 27,5 | 10 / 32 | Atli Dam VI (1991-1993) et Petersen (1993-1994)              |
| 1994  | 15,4 | 5 / 32  | Joensen I (1994-1996), Opposition (1996-1998)                |
| 1998  | 21,9 | 7 / 32  | Opposition                                                   |
| 2002  | 20,9 | 7 / 32  | Opposition                                                   |
| 2004  | 21,8 | 7 / 32  | Eidesgaard I (2004-2008) et II (2008)                        |
| 2008  | 19,3 | 6 / 33  | Johannesen I                                                 |
| 2011  | 17,7 | 6 / 33  | Opposition                                                   |
| 2015  | 25,1 | 8 / 33  | Aksel V. Johannesen                                          |
| 2019  | 22,2 | 7 / 33  | Opposition                                                   |
| 2022  | 26,5 | 9 / 33  |                                                              |